# 紀騰蛟
紀騰蛟（？年—？年），字兆虬，山東膠州（今膠州市）城南人，明末政治人物。

## 生平
崇禎十五年（1642年）以《書經》舉壬午科山東鄉試第三名（經魁），崇禎十六年（1643年）聯捷進士，任兵部武选司主事，迁户部河南司员外郎。弘光朝，治理两浙漕务弁兵横行不法。升浙江宁绍兵备道，改浙江按察司僉事。。明亡後弃官，在扬州出家为僧。
崇祯年間曾修《膠州州志辯》。